# 은색날여우박쥐
은색날여우박쥐 또는 은색과일박쥐, 암본날여우박쥐(Pteropus argentatus)는 큰박쥐과에 속하는 박쥐의 일종이다. 인도네시아 동부 지역의 토착종이다. 암본섬에서 발견된 한 점의 손상되고 미성숙한 표본이 알려져 있지만, 사실 게베섬에서도 수집할 수 있다. 말루쿠날여우박쥐(Pteropus chrysoproctus)를 포함하기도 했지만 2008년에 별도의 종으로 구별했다.